# زيرون مهدب
زيرون مهدب (الاسم العلمي:Xyris fimbriata) هو نوع من النباتات يتبع جنس الزيرون من الفصيلة الزيرونية.